# Portada/article febrer 8

## Rococó
El Rococó és un moviment artístic nascut a França, que es desenvolupa de forma progressiva entre els anys 1730 i 1760. El rococó es defineix pel gust pels colors lluminosos, suaus i clars. Predominen les formes inspirades en la natura, en la mitologia, en la bellesa dels cossos nus, en l'art oriental especialment en els temes galants i amorosos, amb petites cascades, ponts, salzes, templets i pagodes, i es van encarregar directament a la Xina vaixelleries ornades amb gravats d'armes heràldiques. És un art bàsicament mundà, sense influències religioses, que tracta temes de la vida diària i de les relacions humanes. És un estil que busca reflectir el que és agradable, refinat, exòtic i sensual.